# Fort Indiantown Gap
Fort Indiantown Gap es un lugar designado por el censo y sitio de entrenamiento de la Guardia Nacional ubicado en el condado de Lebanon en el estado estadounidense de Pensilvania. En el año 2010 tenía una población de 143 habitantes y una densidad poblacional de 2.8 personas por km². Fort Indiantown Gap forma parte del área metropolitana de Lebanon.

## Geografía
Fort Indiantown Gap se encuentra ubicado en las coordenadas 40°26′23″N 76°35′54″O / 40.43972, -76.59833.. Según la Oficina del Censo de los Estados Unidos, Fort Indiantown Gap tiene una superficie total de 19,46 mi² (50,4 km²), de la cual 19,3 mi² (50,0 km²) corresponden a tierra firme y 0,16 mi² (0,4 km²) es agua.

## Demografía
Según la Oficina del Censo en 2000 los ingresos medios por hogar en la localidad eran de $65,893 y los ingresos medios por familia eran $66,607. Los hombres tenían unos ingresos medios de $42,250 frente a los $31,071 para las mujeres. La renta per cápita para la localidad era de $27,757. Alrededor del 0% de la población estaba por debajo del umbral de pobreza.